# ندای وظیفه
کال آو دیوتی یا ندای وظیفه (به انگلیسی: Call of Duty) مجموعه‌ای از بازی‌های ویدئویی و فرنچایز رسانه‌ای در گونهٔ تیراندازی اول شخص است که توسط کمپانی اکتیویژن منتشر شده است. این بازی‌ها در ابتدا توسط استودیو اینفینیتی وارد و سپس توسط استودیو تری‌آرک و استودیو اسلج‌همر گیمز توسعه داده شده‌اند. همچنین چندین بازی اسپین‌آف و دستی توسط دیگر توسعه‌دهندگان ساخته شده است. جدیدترین بازی، ندای وظیفه: بلک آپس ۶، در اکتبر ۲۰۲۴ منتشر شد.
مجموعه ندای وظیفه در ابتدا با توسعه اینفینیتی وارد، بر روی صحنه‌های جنگ جهانی دوم متمرکز شده بود. ندای وظیفه ۴: جنگاوری نوین (۲۰۰۷) یک محیط جدید و مدرن را معرفی کرد که با موفقیت همراه بود. این بازی در ساخت نسخه بازسازی‌شدهٔ آن که در سال ۲۰۱۶ منتشر شد، تأثیرگذار بود. پس از آن دو مورد دیگر از بازی‌های جنگاوری نوین با عنوان جنگاوری نوین ۲ (۲۰۰۹) و ۳ (۲۰۱۱) ساخته شد. مجموعه جنگاوری نوین مجدداً در سال ۲۰۱۹ با عنوان جنگاوری نوین بازراه‌اندازی شد که با دو دنبالهٔ دیگر به‌نام‌های جنگاوری نوین ۲ و جنگاوری نوین ۳ پشتیبانی شده است. همچنین اینفینیتی وارد دو بازی خارج از زیر مجموعه جنگاوری نوین با عنوان اشباح (۲۰۱۳) و جنگ‌های بی‌نهایت (۲۰۱۳) توسعه داده است. تری‌آرک جهان در جنگ (۲۰۰۸) را به عنوان آخرین بازی مبتنی بر جنگ جهانی دوم، قبل از انتشار بلک اپس (۲۰۱۰) را توسعه داده است که پس از آن باعث ایجاد زیر مجموعه بلک اپس شد. چهار مدخل دیگر از مجموعه با عنوان بلک اپس ۲ (۲۰۱۲)، ۳ (۲۰۱۵)، ۴ (۲۰۱۸)، و جنگ سرد (۲۰۲۰) توسط تری‌آرک ساخته شد و در ساخت جنگ سرد با ریون سافتور همکاری داشته است. اسلج‌همر گیمز جزئی از توسعه دهندگان جنگاوری نوین ۳ بوده است و همچنین چهار عنوان جنگاوری پیشرفته (۲۰۱۵)، جنگ جهانی دوم (۲۰۱۷)، ونگارد (۲۰۲۱) و جنگاوری نوین ۳ (۲۰۲۳) را توسعه داده است.
تا اکتبر ۲۰۲۳، ندای وظیفه بیش از ۵۰۰ میلیون نسخه فروخته است و ۱۰۰ میلیون بازیکن فعال ماهانه در تمام پلتفرم‌ها دارد. تا سال ۲۰۲۲ این مجموعه ۳۰ میلیارد دلار درآمد ایجاد کرد. این مجموعه توسط رکوردهای جهانی گینس به عنوان پرفروش‌ترین سری بازی‌های تیراندازی اول شخص تأیید شده است. این همچنین موفق‌ترین فرنچایز بازی‌های ویدئویی است که در ایالات متحده ایجاد شده و دومین فرنچایز پرفروش بازی‌های ویدئویی در تمام دوران هاست. دیگر محصولات این فرنچایز شامل مجموعه‌ای از اکشن فیگور‌های طراحی شده پلن بی تویز، یک بازی کارتی ساخته شده توسط شرکت آپر دک کمپانی، مجموعه‌های مگا بلوکس توسط مگا برندز، و یک مینی‌سریال کمیک بوکی منتشر شده توسط وایلداستورم و فیلم ماکاروف رو پیدا کن: عملیات کینگ‌فیش است.

## نسخه‌های اصلی بازی

### نسخه‌های اصلی بازی
| عنوان                                    | عنوان انگلیسی                        | سال  | سکو                                                         | توسعه‌دهنده                    |
| ---------------------------------------- | ------------------------------------ | ---- | ----------------------------------------------------------- | ----------------------------- |
| ندای وظیفه                               | call of duty                         | ۲۰۰۳ | ویندوز، مک‌اواس، اکس‌باکس ۳۶۰ پلی‌استیشن ۳                     | اینفینیتی وارد                |
| ندای وظیفه ۲                             | call of duty 2                       | ۲۰۰۵ | ویندوز، مک‌اواس، اکس۳۶۰ اکس‌باکس وان سکوی جاوا، نسخه میکرو    | اینفینیتی وارد                |
| ندای وظیفه ۳                             | call of duty 3                       | ۲۰۰۶ | اکس‌باکس، اکس۳۶۰، اکس‌باکس وان، پی‌اس۲، پی‌اس۳، وی              | تری‌آرک                        |
| ندای وظیفه ۴: جنگاوری نوین               | Call of duty 4: modern warfare       | ۲۰۰۷ | ویندوز، مک‌اواس، اکس۳۶۰, اکس‌باکس وان، پی‌اس۳, وی، پلی‌استیشن ۴ | اینفینیتی وارد                |
| ندای وظیفه: جهان در جنگ                  | Call of duty world at war            | ۲۰۰۸ | ویندوز، اکس۳۶۰، اکس‌باکس وان، پی‌اس۲، پی‌اس۳، وی               | تری‌آرک                        |
| ندای وظیفه: جنگاوری نوین ۲               | call of duty modern warfare 2        | ۲۰۰۹ | ویندوز، مک‌اواس، اکس۳۶۰، اکس‌باکس وان، پی‌اس۳                  | اینفینیتی وارد                |
| ندای وظیفه: بلک اپس                      | call of duty black ops               | ۲۰۱۰ | ویندوز، مک‌اواس، اکس۳۶۰، اکس‌باکس وان، وی                     | تری‌آرک                        |
| ندای وظیفه: جنگاوری نوین ۳               | Call of duty modern warfare 3        | ۲۰۱۱ | ویندوز، مک‌اواس، اکس۳۶۰، اکس‌باکس وان، پی‌اس۳، وی              | اینفینیتی وارد، اسلج‌همر گیمز  |
| ندای وظیفه: بلک اپس ۲                    | Call of duty black ops 2             | ۲۰۱۲ | ویندوز، اکس۳۶۰، اکس‌باکس وان، پی‌اس۳، وی یو                   | تری‌آرک                        |
| ندای وظیفه: اشباح                        | Call of duty ghosts                  | ۲۰۱۳ | ویندوز، اکس۳۶۰، اکس‌باکس وان، پی‌اس۳، پی‌اس۴، وی‌یو             | اینفینیتی وارد                |
| ندای وظیفه: جنگاوری پیشرفته              | call of duty advanced warfare        | ۲۰۱۴ | ویندوز، اکس۳۶۰، اکس‌باکس وان، پی‌اس۳، پی‌اس۴                   | اسلج‌همر گیمز                  |
| ندای وظیفه: بلک اپس ۳                    | Call of duty black ops 3             | ۲۰۱۵ | ویندوز، مک‌اواس، اکس۳۶۰، اکس‌باکس وان، پی‌اس۳، پی‌اس۴           | تری‌آرک                        |
| ندای وظیفه: جنگاوری نوین (بازسازی شده)   | Call of duty modern warfare remaster | ۲۰۱۶ | ویندوز، اکس‌باکس وان، پی‌اس۴                                  | ریون سافتور                   |
| ندای وظیفه: جنگ‌های بی‌نهایت               | call of duty infinite warfare        | ۲۰۱۶ | ویندوز، اکس‌باکس وان، پی‌اس۴                                  | اینفینیتی وارد                |
| ندای وظیفه: جنگ جهانی دوم                | Call of duty world war ii            | ۲۰۱۷ | ویندوز، اکس‌باکس وان، پی‌اس۴                                  | اسلج‌همر گیمز                  |
| ندای وظیفه: بلک آپس ۴                    | call of duty black ops 4             | ۲۰۱۸ | ویندوز، اکس‌باکس وان، پی‌اس۴                                  | تری‌آرک                        |
| ندای وظیفه: جنگاوری نوین                 | Call of duty modern warfare          | ۲۰۱۹ | ویندوز، اکس‌باکس وان، پی‌اس۴                                  | اینفینیتی وارد                |
| ندای وظیفه: جنگاوری نوین ۲ (بازسازی شده) | Call of duty modern warfare 2        | ۲۰۲۰ | ویندوز، مک‌اواس، اکس ۳۶۰، اکس‌باکس وان، پی‌اس۳، پی‌اس۴          | اینفینیتی وارد، بیناکس، آسیپر |
| ندای وظیفه: جنگ سرد بلک اپس              | Call of duty black ops cold war      | ۲۰۲۰ | ویندوز، اکس‌باکس وان، اکس‌باکس سری اکس و اس، پی‌اس۴، پی‌اس۵     | تری‌آرک، ریون سافتور           |
| ندای وظیفه: ونگارد                       | Call of duty vanguard                | ۲۰۲۱ | ویندوز، اکس‌باکس وان، اکس‌باکس سری اکس و اس، پی‌اس۴، پی‌اس۵     | اسلج‌همر گیمز                  |
| ندای وظیفه: جنگاوری نوین ۲               | Call of duty modern warfare ii       | ۲۰۲۲ | ویندوز، اکس‌باکس وان، اکس‌باکس سری اکس و اس، پی‌اس۴، پی‌اس۵     | اینفینیتی وارد                |
| ندای‌وظیفه: جنگاوری نوین ۳                | Call of duty modern warfare iii      | ۲۰۲۳ | ویندوز، اکس‌باکس وان، اکس‌باکس سری اکس و اس، پی‌اس۴، پی‌اس۵     | اسلج‌همر گیمز                  |
| ندای وظیفه بلک آپس ۶                     | Call of duty black ops 6             | ۲۰۲۴ | ویندوز، اکس‌باکس وان، اکس‌باکس سری اکس و اس، پی‌اس۴، پی‌اس۵     | تری‌آرک، ریون سافتور           |
| ندای وظیفه: بلک آپس ۷                    | Call of Duty: Black Ops 7            | ۲۰۲۵ | ویندوز، اکس‌باکس وان، اکس‌باکس سری اکس و اس، پی‌اس۴، پی‌اس۵     | تری‌آرک، ریون سافتور           |

## سری‌های فرعی بازی

### سری‌های فرعی بازی
| عنوان                                   | عنوان انگلیسی                              | سال        | سکو                     | توسعه‌دهنده        |
| سری‌های جدا                              | سری‌های جدا                                 | سری‌های جدا | سری‌های جدا              | سری‌های جدا        |
| --------------------------------------- | ------------------------------------------ | ---------- | ----------------------- | ----------------- |
| ندای وظیفه: حمله متفقین                 | Call of duty united offensive              | ۲۰۰۴       | ویندوز، مک‌اواس          | گری متر           |
| سری‌های کنسول                            |                                            |            |                         |                   |
| ندای وظیفه: بهترین زمان                 | Call of duty finest hour                   | ۲۰۰۴       | اکس‌باکس، پی‌اس۲، گیم‌کیوب | اسکارپ آنلیمینیتد |
| ندای وظیفه: سرخ بزرگ                    | Call of duty big red one                   | ۲۰۰۵       | اکس‌باکس، پی‌اس۲، گیم‌کیوب | تری آرک           |
| ندای وظیفه: جهان در جنگ- جبهه پایانی    | Call of duty world at war- final fronts    | ۲۰۰۸       | پی‌اس۲                   | ربلیؤن            |
| سری‌های کنسول دستی                       |                                            |            |                         |                   |
| ندای وظیفه                              | call of duty                               | ۲۰۰۴       | ان‌گیج                   | امگاسافت          |
| ندای وظیفه: جاده پیروزی                 | Call of duty road to victory               | ۲۰۰۷       | پی‌اس‌پی                  | امیز انترتیمنت    |
| ندای وظیفه ۴: جنگاوری نوین              | Call of duty 4 modern warfare              | ۲۰۰۷       | نینتندودی‌اس             | ان‌اسپیس           |
| ندای وظیفه: جهان در جنگ                 | call of duty world at war                  | ۲۰۰۸       | نینتندودی‌اس             | ان‌اسپیس           |
| ندای وظیفه: جنگاوری نوین۲- تجهیز کردن   | Call of duty modern warfare 2- mobilized   | ۲۰۰۹       | نینتندودی‌اس             | ان‌اسپیس           |
| ندای وظیفه: بلک آپس                     | call of duty black ops                     | ۲۰۱۰       | نینتندودی‌اس             | ان‌اسپیس           |
| ندای وظیفه: جنگاوری نوین ۳- دعوت به جنگ | call of duty modern warfare 3- defiance    | ۲۰۱۱       | نینتندودی‌اس             | ان‌اسپیس           |
| ندای وظیفه: بلک آپس ۲                   | call of duty black ops 2                   | ۲۰۱۲       | وییو                    | تری آرک           |
| ندای وظیفه: بلک اپس- دی‌کلسیفاید         | call of duty black ops- declassified       | ۲۰۱۲       | پی‌اس‌ویتا                | ان‌اس‌تیگیت         |
| سری‌های موبایل                           |                                            |            |                         |                   |
| ندای وظیفه                              | call of duty                               | ۲۰۰۴       | جاوا                    | ام فورما          |
| ندای وظیفه ۲                            | call of duty 2                             | ۲۰۰۶       | جاوا                    | ام فورما          |
| ندای وظیفه ۳                            | call of duty 3                             | ۲۰۰۶       | جاوا                    | هدز آن موبایل     |
| ندای وظیفه نسخهٔ جیبی کامپیوتر           | call of duty pocket pc edition             | ۲۰۰۷       | ویندوز موبایل           | یون افکس          |
| ندای وظیفه ۴: جنگاوری نوین              | call of duty 4 modern warfare              | ۲۰۰۷       | جاوا                    | گلوموبایل         |
| ندای وظیفه: جهان در جنگ                 | call of duty world at war                  | ۲۰۰۸       | ویندوز موبایل جاوا      | گلوموبایل         |
| ندای وظیفه: جنگاوری نوین۲- تجدید قوا    | Call of duty modern warfare 2- recon force | ۲۰۰۹       | اندروید، جاوا، سیمبیان  | گلوموبایل         |
| ندای وظیفه: جهان در جنگ- زامبی‌ها        | Call of duty world at war- zombies         | ۲۰۰۹       | آی‌اواس                  | تری‌آرک، آیدیاورکس |
| ندای وظیفه: بلک آپس- زامبی‌ها            | call of duty black ops- zombie             | ۲۰۱۱       | اندروید، آی‌اواس         | آیدیاورکس         |
| ندای وظیفه: تیم حمله                    | Call of duty strike team                   | ۲۰۱۳       | اندروید، آی‌اواس         | دبلست فورنیس      |
| ندای وظیفه: علملیات جهانی               | call of duty global operation              | ۲۰۱۹       | اندروید                 | اِلکس وایرلس       |

## سری‌های رایگان بازی

### سری‌های رایگان بازی
| عنوان                         | عنوان انگلیسی               | سال  | وضعیت   | سکو                                                                       | توسعه‌دهنده                                |
| ----------------------------- | --------------------------- | ---- | ------- | ------------------------------------------------------------------------- | ----------------------------------------- |
| ندای وظیفه: آنلاین            | call of duty online         | ۲۰۱۲ | غیرفعال | ویندوز                                                                    | ریون‌شانگهای، اکتیوژن‌شانگهای               |
| ندای وظیفه: قهرمانان          | call of duty heros          | ۲۰۱۴ | غیرفعال | اندروید، آی‌اواس                                                           | فیسرول گیمز                               |
| ندای وظیفه: موبایل            | call of duty mobile         | ۲۰۱۹ | فعال    | اندروید، آی‌اواس                                                           | تیمی‌استودیو                               |
| ندای وظیفه: منطقه‌جنگی         | call of duty warzone        | ۲۰۲۰ | غیرفعال | ویندوز، کس‌باکس وان، اکس‌باکس سری اکس و اس، پی‌اس۴، پی‌اس۵                    | اینفینیتی وارد، ریون سافتور               |
| ندای وظیفه: منطقه جنگی ۲٫۰    | call of duty warzone 2.0    | ۲۰۲۲ | غیرفعال | ویندوز، اکس‌باکس وان، اکس‌باکس سری اکس و اس، پی‌اس۴، پی‌اس۵                   | اینفینیتی وارد، ریون سافتور               |
| ندای وظیفه: منطقه جنگی ۲۰۲۳   | Call of duty warzone        | ۲۰۲۳ | فعال    | ویندوز، پلی‌استیشن ۴، پلی‌استیشن ۵، ایکس‌باکس سری اکس و سری اس، ایکس‌باکس وان | اینفینیتی وارد، ریون سافتور، اسلج‌همر گیمز |
| ندای وظیفه: منطقه جنگی موبایل | call of duty warzone mobile | ۲۰۲۴ | فعال    | اندروید، آی‌اواس                                                           | اینفینیتی وارد، ریون سافتور، بیناکس       |

'== بازی‌های لغو شده ==

## عناوین لغو شده

### ندای وظیفه: نیروهای ترکیبی
ندای وظیفه: نیروهای ترکیبی یک طرح مفهومی پیشنهادی بود که در ابتدا قرار بود دنباله ای برای ندای وظیفه: بهترین زمان باشد. با این حال، به دلیل مشکلات حقوقی متعددی که بین اسپارک آنلیمیتد، الکترونیک آرتس و اکتیویژن و همچنین سایر مشکلات تولید پیش آمد، طرح و فیلمنامه بازی هرگز به مرحله تولید نرسید. پیش بینی می شد که پس از تکمیل ندای وظیفه: بهترین زمان، تولید بازی ۱۰٫۵ میلیون دلار هزینه داشته باشد. در نهایت اکتیویژن این پیشنهاد را بیشتر یک دی‌ال‌سی دانست؛ البته تا زمانی که چیزی کاملاً جدید باعث شد که این شرکت پیشنهاد را رد کند و اندکی پس از آن قرارداد خود را با اسپارک آنلیمیتد پایان دهد.

### ندای وظیفه: تیپ شیطان
ندای وظیفه: تیپ شیطان یک بازی تیراندازی اول شخص لغو شده برای ایکس باکس ۳۶۰ بود که توسط آندرگروند اینترتینمنت توسعه داده شد. این بازی در جنگ جهانی دوم اتفاق می‌افتاد و عمدتاً بر روی نبرد ایتالیا تمرکز داشت.
اکتیویژن این پروژه را در سال ۲۰۰۷ لغو کرد.
وندن‌برگ، یکی از توسعه‌دهندگان آندر گروند اینترتینمنت تسلط اینفینیتی وارد را یکی از دلایل لغو این پروژه ذکر می‌کند: اگر بچه‌های جنگ بگویند که می‌خواهند آی‌پی ندای وظیفه را کنترل کنند، حتی لازم نیست نام ما را بگویند. ما فقط از این موضوع جا خوردیم. و این اتفاق می‌افتد. من از این بابت از آنها کینه به دل نمی‌گیرم.
کایل برینک، طراح ارشد، می‌گوید ادغام ویوندی/بلیزارد نیز یک عامل بوده است: همانطور که در یک ادغام طبیعی است، شما تمام تلاش خود را می‌کنید تا ترازنامه خود را اصلاح کنید. استودیویی که در حال تولید کامل عنوانی با درآمد عمده نیست و قرار است ده‌ها میلیون دلار برای توسعه درخواست کند، کاندیدای خوبی برای تعطیلی است.

### ندای وظیفه: جنگاوری آینده / NX1
در سال ۲۰۱۰، پس از فروپاشی اینفینیتی وارد و جدایی جیسون وست و وینس زامپلا، استودیو نورسافت توسط اکتیویژن مأمور شد تا یک بازی علمی تخیلی در مجموعه ندای وظیفه توسعه دهد و گیم‌پلی کم‌گرانش و سایر جنبه‌های موتور را آزمایش کند. در زمانی نامعلوم، این پروژه کنار گذاشته شد و از دارایی‌های آن در ندای وظیفه: اشباح و ندای وظیفه: جنگ‌های بی‌نهایت دوباره استفاده شد. فیلمی از این پروژه (که با نام جنگاوری آینده شناخته می‌شود) در ژانویه ۲۰۲۴ به صورت آنلاین منتشر شد که یک ماموریت آغازین کامل و یک بخش چندنفره در حال توسعه را نشان می‌داد که هنوز از عناصر جنگاوری مدرن ۲ محصول ۲۰۰۹ استفاده می‌کرد. پس از انتشار این تصاویر، برایان برایت، توسعه‌دهنده سابق نورسافت، این تصاویر را تأیید کرد و اظهار داشت که بازی دو یا سه ماموریت کامل و مقدار زیادی کار چندنفره انجام شده دارد. او همچنین از این پروژه با نام NX1 یاد کرد و گفت که قرار بوده این بازی به جای اشباح در سال ۲۰۱۳ منتشر شود.

### ندای وظیفه: ویتنام
ندای وظیفه: ویتنام یک بازی تیراندازی سوم شخص بود که در طول جنگ ویتنام اتفاق می‌افتاد. این بازی حداقل شش تا هشت ماه در اسلج‌همر گیمز در دست توسعه بود. توسعه متوقف شد زیرا اینفینیتی وارد به دلیل اخراج و جدایی کارمندان به کمک نیاز داشت.

### ندای وظیفه: جنگ‌های رومی
ندای وظیفه: جنگ‌های رومی یک بازی ویدیویی سوم شخص و اول شخص لغو شده در مجموعه ندای وظیفه بود که توسط ویکاریوس ویژنز توسعه داده شد. این بازی در روم باستان اتفاق می‌افتاد و به بازیکنان اجازه می‌داد تا کنترل شخصیت تاریخی معروف ژولیوس سزار را به همراه سربازان کم‌بضاعت و افسران لژیون دهم به دست بگیرند. در نهایت، این بازی لغو شد، زیرا اکتیویژن در مورد نام تجاری آن به عنوان یک عنوان ندای وظیفه تردید داشت.

### بازی زامبی ندای وظیفه بدون عنوان
بین سال‌های ۲۰۱۲ و ۲۰۱۳، ریون سافتور پس از تصمیم داخلی تری‌آرک برای استفاده از حالت قدیمی بلک آپس زامبی و تمرکز بر جنبه‌های تک‌نفره و چندنفره بازی بعدی‌شان، ندای وظیفه: بلک اپس ۳ (۲۰۱۵)، در حال توسعه یک بازی زامبی مستقل ندای وظیفه بود. این بازی که به عنوان یک بازی رایگان طراحی شده بود، از فیلم‌های مکس دیوانه الهام گرفته بود. طراح ارشد سابق ریون، مایکل گولملت، در آوریل ۲۰۲۴ اطلاعات فاش شده را تأیید کرد و فاش کرد که ریون پس از عقب‌نشینی تری‌آرک از تولید بلک آپس زامبی و تصمیم گرفتن  ریون برای ایجاد یک رقابت داخلی، این پروژه را لغو کرده است.

## مرکز بازی

### ندای وظیفه: اچ‌کیو
ندای وظیفه: اچ‌کیو یک برنامه و سرویس سال ۲۰۲۳ است که هنوز در حال پیشرفت است و منو ندای وظیفه جنگاوری نوین ۳ از روی ندای وظیفه اچ کیو ساخته شده. این سرویس دارای قابلیت استفاده از بازی‌های ۲۰۱۷ تا به حال را به شما می‌دهد. این سرویس برخلاف الیت، روی رایانه‌های شخصی به راحتی قابل استفاده است و به روی کنسول‌های حال حاضر قابل دانلود می‌باشد. اما در صورتی قابل استفاده است که ۱ یا بیشتر، از بازی‌های سری ندای وظیفه دهه حاضر را داشته باشد (فقط باید یکی از این ۴ بازی را داشته باشید: ندای وظیفه جنگاوری نوین ۳، ندای وظیفه جنگاوری نوین ۲، ندای وظیفه منطقه جنگی، ندای وظیفه بلک آپس ۶). این سرویس برنامهٔ موبایلی ندارد و فقط یک ترمینال برای بازی‌های ویدئویی ندای وظیفه است.
پس از انتشار شایعاتی مبنی‌بر اینکه بازی ندای وظیفه: جنگاوری نوین ۳ درواقع یک افزونه برای مدرن وارفر ۲ است، شرکت اکتیویژن از Call of Duty HQ رونمایی کرده است. این هاب یک نقطه دسترسی مشترک برای تمامی محتوای آینده است و فعلا تایید شده شامل مدرن وارفر ۲ و ۳ و وارزون خواهد بود.
کالاف دیوتی HQ به بازیکنان اجازه می‌دهد تا تمامی محتوای خود را در یک مکان مشاهده کنند و انتخاب بازی و حالت‌های دلخواه بازیکن از این طریق راحت‌تر خواهد بود. همچنین این شرکت ناشر درباره برنامه ضدتقلب Ricochet و نقشه راه برای سیزن‌های بعد عرضه هیجان‌زده است. از آنجایی که MW 3 امروز به‌صورت رسمی معرفی می‌شود، احتمالا جزئیات بیشتر از این برنامه‌ها در هفته‌های آتی اعلام خواهد شد.
بازی Call of Duty: Modern Warfare 3 در تاریخ ۱۹ آبان (۱۰ نوامبر) روی پلی استیشن 4، پلی استیشن 5، ایکس باکس وان، ایکس باکس سری ایکس | ایکس باکس سری ایکس عرضه خواهد شد. فعلا جزئیات زیادی درباره بازی نمی‌دانیم؛ جز اینکه ماکارف به‌عنوان شخصیت منفی اصلی بازخواهدگشت، احتمالا حالت زامبی هم وجود خواهد داشت و شایعه شده نقشه‌های مولتی‌پلیر بازی ریمستر نقشه‌های مدرن وارفر ۲ سال ۲۰۰۹ است.

### ندای وظیفه الیت
ندای وظیفه: الیت توسط شرکت زیردست اکتیویژن، بیچ‌هداستودیوز، توسعه‌یافته که فقط یک برنامه است. این برنامه اجازه می‌دهد که از وضعیت طول‌زمان فرانچیز ندای وظیفه خبر و به فضاهای مجازی دسترسی داشته باشید. این سرویس یا اپلیکشن بعد از انتشار ندای وظیفه: جنگاوری نوین ۳، به شما اجاز خرید اشتراک ویژه را می‌داد که پس از عرضه ندای وظیفه: بلک آپس ۲، رایگان شد در ۲۸ فوریه ۲۰۱۴، اکتیویژن، این سرویس را به نفع محصولات تلفن همراه خود تعطیل کرد.
ندای وظیفه الیت یک برنامه کنسول برای نسخه‌های اکس باکس ۳۶۰ و پلی استیشن ۳ بازی دارد. برنامه کنسول به کاربران اجازه می‌دهد به ندای وظیفه: الیت در کنسول‌های خود دسترسی داشته باشند. الیت یک برنامه تلفن همراه دارد که به کاربران اجازه می‌دهد به ندای وظیفه: الیت در تلفن هوشمند خود دسترسی داشته باشند. علاوه بر این الیت دارای فیس بوک ادغام است که به کاربران دارای حساب‌های فیس بوک اجازه می‌دهد تا دوستان فیس بوک خود را هنگامی که به هر «ندای وظیفه» آنلاین می‌شوند، ببینند. عنوان و به آنها امکان می‌دهد دوستان خود را از برنامه فیس بوک به لابی دعوت کنند. اکنون غیرفعال شده است.

## مجموعه تکمیلی

### ندای وظیفه: مجموعه جنگی
ندای وظیفه: مجموعه جنگی مجموعه‌ای از مجموعه‌های ندای وظیفه ۲، ندای وظیفه ۳ و ندای وظیفه: جهان در جنگ است. در ۳ ژوئن ۲۰۱۰ برای اکس‌باکس ۳۶۰ منتشر شد.

## سایر رسانه‌ها

### کتاب‌های کمیک
جنگاوری نوین ۲: شبح یک مینی‌سریال کمیک شش قسمتی است که بر اساس ندای وظیفه: جنگاوری نوین ۲ ساخته شده است. خط داستانی بر داستان پس‌زمینه شخصیت سایمون «شبح» رایلی تمرکز دارد. این مجموعه توسط وایلداستورم منتشر شده است و اولین شماره آن در ۱۰ نوامبر ۲۰۰۹ در کنار بازی منتشر شد.
ندای وظیفه: زامبی‌ها یک مجموعه کتاب کمیک شش قسمتی است که توسط دارک‌هورس‌کمیکس منتشر شده است. این مجموعه با حالت بازی زامبی زیرمجموعه‌های بلک‌آپس که توسط تری‌آرک توسعه داده شده است، مرتبط است. این سریال توسط جاستین جردن، جیسون بلوندل از تری‌آرک و کریگ هیوستون نوشته شده است. این مجموعه توسط هنرمند جاناتان ویشک و رنگ‌شناس دن جکسون تصویرگری شده است. هنرهای روی جلد توسط هنرمند سایمون بیزلی انجام می‌شود. این مجموعه توسط تری‌آرک در ژوئیه ۲۰۱۶ معرفی شد و اولین شماره آن در ماه اکتبر منتشر شد. پس از اندکی تأخیر، اولین شماره در ۲۶ اکتبر ۲۰۱۶ منتشر شد. شماره ۳ منتشر شده در ۱ مارس ۲۰۱۸ شماره ۴ منتشر شده در ۱ آوریل ۲۰۱۷ شماره ۵ منتشر شده در ۲۱ ژوئن ۲۰۱۷ و شماره ۶ در ۲۳ اوت ۲۰۱۷ منتشر شد. نسخه شومیز شامل هر شش شماره در ۱۵ نوامبر ۲۰۱۷ منتشر شد.

### کالا
در سال ۲۰۰۴، 'اکتیویژن با همکاری شرکت‌های پلن‌بی تویز و رادیواکتیوکلون خط اکشن فیگورهای ندای وظیفه: سری ۱ را منتشر کرد که شامل سه سرباز آمریکایی و سه سرباز آلمانی از دوران جنگ جهانی دوم بود. در حالی که اکشن فیگور آمریکایی G.I در سال ۲۰۰۴ ساخته شد، پلن‌بی تویز بعداً یک شخصیت جنجالی اکشن گارد اس اس نازی را بر اساس افسر نازی Totenkopf که در ندای وظیفه دیده می‌شد، متوقف کرد. در سال ۲۰۰۸، مک‌فارلین اسباب‌بازی‌ها همکاری خود را با اکتیویژن برای تولید اکشن فیگورهای سری ندای وظیفه اعلام کردند. اولین سری اکشن فیگورهای مک فارلین تویز در اکتبر ۲۰۰۸ منتشر شد و شامل چهار شخصیت مختلف بود: تفنگداران دریایی با شعله افکن، پیاده‌نظام دریایی، عملیات ویژه بریتانیا، و تفنگداران دریایی با مسلسل.

### فیلم‌های کوتاه
ماکاروف را پیدا کنید (به انگلیسی: find makarov) یک فیلم ساخته شده توسط طرفداران است که با استقبال خوب ناشران اکتیویژن همراه بود. بعد از آن با We Can Pretend تماس گرفتند و متعاقباً دومین فیلم کوتاه به نام عملیات کینگفیش را تولید کردند، قرار گرفت.
ماکاروف رو پیدا کن: عملیات کینگ‌فیش پیش‌درآمدی برای ندای وظیفه: جنگاوری نوین ۲ است که توسط طرفداران ساخته شده است و اولین بار در ندای وظیفه: اکس پی نمایش داده شد. این ویدیو داستان چگونگی ورود کاپیتان پرایس را در یک مجموعه گولاگ روسی قبل از وقایع جنگ مدرن ۲ نشان می‌دهد.

### فیلم‌ها
در ۶ نوامبر ۲۰۱۵، پس از انتشار بلک آپس ۲، هالیوود ریپورتر گزارش داد که اکتیویژن بلیزارد یک استودیوی تولیدی به نام استودیو اکتیویژن بلیزارد راه‌اندازی کرد و در حال برنامه‌ریزی یک دنیای سینمایی ندای وظیفه در سال ۲۰۱۹ است. در ۱۶ فوریه ۲۰۱۸، اعلام شد که استفانو سولیما کارگردانی این فیلم را بر عهده خواهد داشت. چند روز بعد، او به مترو در بریتانیا گفت که در نظر دارد تام هاردی و کریس پاین را به عنوان بازیگران اصلی فیلم در نظر بگیرد. سولیما در مصاحبه با فیلم اسلش اظهار داشت که این فیلم یک فیلم سرباز واقعی خواهد بود نه یک فیلم جنگی. در ۲۷ نوامبر ۲۰۱۸، اعلام شد که جو رابرت کول دنباله آن را خواهد نوشت. قرار بود فیلمبرداری اولین فیلم در بهار ۲۰۱۹ برای اکران در سال ۲۰۲۰ یا ۲۰۲۱ شروع شود. در فوریه ۲۰۲۰، سولیما در مصاحبه‌ای فاش کرد که فیلم به حالت تعلیق درآمده است زیرا اولویت اکتیویژن نبود.

## ورزشی الکترونیک
از این بازی‌ها در لیگ برتر بازی‌ها Major League Gaming MLG استفاده می‌شود.
بازی‌های ندای وظیفه  از سال ۲۰۰۶ در ورزش‌های الکترونیکی در کنار بازی ندای وظیفه ۴:جنگاوری نوین منتشر شد. استفاده می‌شدند. در طول سال‌ها، این سری با انتشاراتی مانند ندای وظیفه: جهان در جنگ، ندای وظیفه: جنگاوری نوین ۲،ندای وظیفه: بلک آپس، ندای وظیفه: جنگاوری ۳، ندای وظیفه: بلک آپس۲، ندای وظیفه: اشباح و ندای وظیفه: موبایل گسترش یافته است.
بازیکنان می‌توانند در نردبان یا مسابقات رقابت کنند. نردبان‌ها به چندین نردبان فرعی مانند نردبان تک نفره، نردبان دو نفره، نردبان تیمی (3v3 – 6v6) و نردبان تیمی هاردکور (3v3 – 6v6) تقسیم می‌شوند. تفاوت بین نردبان تیم معمولی و نردبان تیم هاردکور، تنظیمات درون بازی و در نتیجه تمایز قاعده است. برنده شدن در مسابقات نردبانی در یک وب‌سایت رقابتی، امتیازات تجربه‌ای را به کاربر پاداش می‌دهد که در مجموع به او یک رتبه کلی می‌دهد.
تورنمنت‌های ارائه شده در این وب سایت‌ها این فرصت را برای بازیکنان فراهم می‌کند تا جوایز نقدی و غنائم را کسب کنند. جوایز در صورت برنده شدن در یک تورنمنت ثبت و در نمایه بازیکن ذخیره می‌شوند و پول جایزه به حساب بانکی او واریز می‌شود. ندای وظیفه: اشباح رقابتی‌ترین بازی در سال ۲۰۱۴ بود که به طور میانگین ۱۵۰۰۰ تیم در هر فصل شرکت می‌کردند.
برای ۶ فصل گذشته در رقابتی ندای وظیفه، دانشگاه فول سیل میزبان یک جایزه بوده است که هر فصل ۲۵۰۰ دلار به تیم برتر می‌دهد. نردبان‌های دیگر امتیاز و مدال‌های ثبت شده در پروفایل بازیکنان را می‌دهند. مسابقات میزبانی شده در ندای وظیفه : گوست آرنا از ۱۵ تا ۳۰ اعتبار هزینه دارند، بنابراین به طور متوسط هزینه هر تورنمنت حدود ۱۸٫۷۵ دلار است. اگر بازیکن با یک تیم مسابقه دهد، مبلغ جایزه تقسیم می‌شود و به هر بازیکن یک برش مساوی داده می‌شود. سایر مسابقات با جوایز قابل توجه در شهرها و کشورهای خاص برای تیم‌های لن برگزار می‌شود.
بزرگترین مسابقات ندای وظیفه میزبانی  ندای وظیفه: اکس پی ۲۰۱۱ بود، مسابقاتی که با انتشار ندای وظیفه: جنگاوری نوین ۳ آغاز شد.
بازی ندای وظیفه به صورت رقابتی در اروپا و آمریکای شمالی با کاربرانی که روزانه در مسابقات و مسابقات نردبانی شرکت می‌کنند، بسیار محبوب است.
اکتیویژن در ژانویه ۲۰۲۰ یک لیگ ۱۲ تیمی ندای وظیفه را به دنبال ساختار شهری مشابه لیگ اورواچ راه اندازی کرد. تیم‌های لیگ شامل تیم‌هایی از آتلانتا، بوستون، کارولیناس، لاس وگاس، میامی، مینه سوتا، نیویورک، سیاتل، تگزاس و تورنتو، و با دو تیم از لس آنجلس، دزدان لس آنجلس و چریک‌های لس آنجلس.

## موقوف

نسخه‌ای از فونت لوگوی اصلی ندای وظیفه که تا سال ۲۰۲۳ توسط این مجموعه استفاده می‌شد

ندای وظیفه وقف (C.O.D.E) یک بنیاد غیرانتفاعی است که توسط اکتیویژن بلیزارد برای کمک به یافتن شغل برای کهنه سربازان ارتش ایالات متحده ایجاد شده است. اولین کمک مالی شامل ۱۲۵۰۰۰ دلار به جانبازان فلج آمریکا اهدا شد.
رئیس مشترک ژنرال جیمز ال جونز مشاور سابق امنیت ملی ایالات متحده است. بنیان‌گذار رابرت کوتیک، مدیرعامل اکتیویژن بلیزارد است. پس از تأسیس در سال ۲۰۰۹، این سازمان تعهد خود را برای ایجاد هزاران فرصت شغلی برایبازان، از جمله کسانی که از خاورمیانه بازگشته اند، اعلام کرد. جوایز سالانه ای که توسط بنیاد اهدا می‌شود شامل "مهر تمایز"، کمک هزینه اولیه ۳۰۰۰۰ دلاری است که به سازمان‌های خدمات جانبازان منتخب داده می‌شود. در نوامبر ۲۰۱۴، وقف کمپین "مسابقه برای ۱۰۰۰ شغل" را برای تشویق گیمرها به اهدای پول و مشارکت در سازمان‌هایی که به کهنه سربازان خدمات ارائه می‌دهند، راه اندازی کرد. تا سال ۲۰۱۵،  سرویس وقف حدود ۱۲ میلیون دلار کمک مالی به سازمان‌های کهنه سربازان در ایالات متحده ارائه کرده بود که به یافتن شغل برای ۱۴۷۰۰ کهنه سرباز کمک کرده است.

## شکایت‌ها و ماجراها
مرحلهٔ روسی ممنوع در ندای وظیفه :جنگاوری نوین ۲ بخاطر قتل‌عام غیرنظامیان در فرودگاه روسیه با ایراداتی روبرو شد.

### اتهامات کلیشه ای و تعصب غربی
به گفته کیت استوارت از گاردین، سری  ندای وظیفه به دلیل «جهان‌بینی غرب‌محور، کلیشه‌های ناشیانه و بت‌آوری قدرت نظامی» موضوع انتقاد قرار گرفته است. فیل هورنشال در نوشتن برای گیم‌اسپات گفت که این سریال "معمولاً حداقل به عنوان طرفدار اسلحه و نظامی و حتی جنجالیستی ظاهر می‌شود." به دلیل «ماهیت واکنشی» آن. سام بیدل از نیویورکر نوشت که این سریال به دلیل «ماهیت ارتجاعی» «جذابیت دو حزبی گسترده» را حفظ می‌کند. او ادعای اکتیویژن بلیزارد مبنی بر غیرسیاسی بودن بازی‌ها را مورد انتقاد قرار داد و نوشت که آنها "اکنون چنان عمیقاً به قلمرو فانتزی جناح راست نفوذ کرده‌اند که به نقطه ای از تقلید ناخواسته می‌رسد". به طور مشابه، تایلر وایلد از پی‌سی‌گیمر از بازاریابی انتقاد کرد که ندای وظیفه: جنگ جهانی دوم از احساسات ضد جنگ ساخته شده است و بازی به عنوان یک سرباز مجازی می‌تواند همدلی را افزایش دهد. او از طریق تریلر اعلامی بازی احساس کرد که در عوض یک درگیری "بی رحمانه اما نجیبانه" در یک سری بازی که عمیق تر از یک درام اکشن نبود، تجلیل می‌کند.
دیگران به نمایندگی ندای وظیفه از گروه‌های اقلیت ایراد گرفته‌اند. آلیسا مرکانته از کوتاکو، در کنار چندین عضو مسلمان و عرب صنعت بازی، فکر می‌کرد که این مجموعه با کلیشه‌ها و روایت‌های مضر، گروه‌های یادشده را از لحاظ تاریخی «بی‌انسان‌تر» می‌کند. این شامل به تصویر کشیدن خاورمیانه به عنوان نامطلوب در جایی که "خط بین حقیقت و داستان می‌تواند محو شود" و ایجاد مناطق تخیلی محلی به گونه ای بود که "این ایده که کشور خاورمیانه ای منحصر به فرد وجود دارد تداوم یابد". گرگوری لارنس از اینورس احساس کرد که ندای وظیفه با درج شخصیت‌های مسلمان «خوب» از اتهامات اسلام‌هراسی اجتناب می‌کند، اما بدون بررسی بیشتر اخلاقیات آنها. جو مایال در نوشتن برای مترقی‌ها فکر می‌کرد که نمایش بازی‌ها از آنتاگونیست‌های آن به‌عنوان ضدغربی یک «ساده‌سازی بیش از حد خطرناک» است، که همان نگرش به مشارکت ایالات متحده (ایالات متحده) در جنگ‌ها منجر شده بود.
تعصب شدید غربی درک شده در این سریال نقطه انتقاد دیگری بوده است. تسا کائور از دگیمر نمایش جنگ را که به نظر او سربازان آمریکایی را قهرمان نشان می‌دهد، در حالی که «هیچ معضل اخلاقی» ندارند، «به طور مشخص طرفدار مداخله» هستند و «باورهای نادرست را تداوم می‌بخشد» در مورد درگیری‌های دنیای واقعی، محکوم می‌کند. کائور این سؤال را مطرح کرد که آیا بازی‌ها می‌توانند از تجلیل ارتش ایالات متحده فراتر بروند و «داستان‌های مؤثر و صادقانه‌ای دربارهٔ ظلم جنگ» تعریف کنند. مایال نوشت ندای وظیفه «در اثربخشی و پاکیزگی نظامی‌گرایی اغراق‌آمیز می‌کند در حالی که عواقب آن را کم‌رنگ می‌کند، و مخاطبان را با نسخه‌ای بسیار ناهنجار از واقعیت مواجه می‌کند. او احساس می‌کرد که این کار بیشترین آسیب را با به تصویر کشیدن مداخله نظامی به عنوان بهترین شکل سیاست خارجی وارد می‌کند. برعکس، لارنس فکر می‌کرد که سریال بی‌تفاوتی شگفت‌انگیزی در ارائه مطلوب ارتش ایالات متحده دارد. او به سری فرعی جنگاوری نوین راه‌اندازی مجدد شده استناد کرد که شامل شخصیت‌های بازیکنی بود که به «اربابان فاسد تعبیه‌شده در عملیات فاسدی که توسط اربابان فاسدتر اداره می‌شود» خدمت می‌کردند.
برخی این جانبداری محسوس را با مجتمع نظامی-سرگرمی دولت ایالات متحده مرتبط می‌دانند. کائور نوشت ندای وظیفه یکی از نمونه‌های رسانه‌های سرگرمی بود که مقامات از جنگ جهانی دوم برای ترویج برخی روایت‌ها به نفع خود استفاده کرده بودند؛ مایال خاطرنشان کرد که پنتاگون دربارهٔ «بیش از هزار فیلم و ده‌ها بازی ویدیویی» مشورت کرده است.  آلن مک‌لئود، نویسنده‌ای در زمینه تبلیغات، پیشنهاد کرد که ندای وظیفه: جنگاوری نوین ۲۰۲۲، یک "عملیات روانی" برای ایالات متحده است. وابستگی بین کارکنان ندای وظیفه و دولت ایالات متحده به این امر کمک کرده است. دیو آنتونی، نویسنده ندای وظیفه: بلک آپس ۲ در مصاحبه با گاردین گفت که چگونه یک مقام سابق پنتاگون با او تماس گرفت تا به یک پنل تخصصی برای بحث در مورد آینده جنگ بپیوندد. او سپس به یک اندیشکده مستقر در واشینگتن پیوست که در مورد آینده درگیری‌ها و تهدیدات ناشناخته مشاوره می‌دهد. به طور مشابه، مایکل کاندری از بازی‌های اسلج‌همر هنگام طراحی بازی ندای وظیفه: جنگاوری پیشرفته، فاش کرد که استودیو با مشاور پنتاگون برای بحث در مورد محتمل‌ترین تهدید نظامی آینده برای ایالات متحده مشورت کرده است. برخی نوشتند که چگونه ندای وظیفه به عنوان ابزاری برای استخدام توسط ارتش ایالات متحده استفاده شده است. کائور گفت که زمانی برنامه‌هایی برای افزایش مخاطبان خود با پرداخت هزینه به پخش‌کننده‌های ندای وظیفه و سازمان‌دهی مسابقات ورزشی الکترونیکی شامل سربازان و استریمرها در نظر گرفته‌اند. زمانی که گزارش‌هایی مبنی بر آزار جنسی در اکتیویژن بلیزارد منتشر شد، از آن عقب‌نشینی کردند.

### سقوط رهبری اینفینیتی وارد
هنگامی که بنیانگذاران اینفینیتی وارد، جیسون وست و ونیز زامپلا مذاکرات قرارداد جدیدی را برای ادامه توسعه ندای وظیفه با اکتیویژن در حدود سال ۲۰۰۷ آغاز کردند، تعدادی از مسائل حقوقی بین اینفینیتی وارد و اکتیویژن به وجود آمد. در نهایت، وست و زامپلا، از اینفینیتی وارد اخراج شدند.بعدا مشکلات رسپاون‌انترتینمنت و الکترونیک‌آرتس. وست و زامپلا، و همچنین چندین نفر از کارکنان اینفینیتی وارد که در کنار آنها استودیو را ترک کردند تا به رسپاون بپیوندند، علیه اکتیویژن در رابطه با حق امتیاز و پاداش پرداخت نشده شکایت کردند.

### جنگاوری نوین ۲
جنگاوری نوین به دلیل گنجاندن مرحله روسی ممنوع که در آن بازیکن در قتل عام غیرنظامیان در فرودگاه روسیه شرکت می‌کند، جنجال قابل توجهی را به دنبال داشت.

### ادعاهای نقض علامت تجاری توسط ای‌ام جنرال
ای‌ام جنرال، سازنده هاموی، در سال ۲۰۱۷ از اکتیویژن به دلیل استفاده از هاموی در چندین بازی ندای وظیفه شکایت کرد. یک قاضی منطقه فدرال در آوریل ۲۰۲۰ به اکتیویژن یک پیشنهاد خلاصه به نفع خود مبنی بر رد این پرونده داد و بیان کرد که هدف استفاده از هاموی در بازی‌ها، ارائه واقع گرایی نظامی، کاملاً با هدف علامت تجاری ای‌ام جنرال متفاوت است و برای فروش به ارتش تاسیس شد.